# Aleš
Aleš je moško osebno ime in tudi priimek Aleš (priimek)

## Izvor imena
Ime Aleš je verjetno prek oblik Aleks, Alekš nastalo iz Alex, ki je skrajšano iz latinskih imen Alexsis. Latinska imena izhajajo iz grškega imena Αλεξιoς (Aleksios), ki ga razlagajo iz grškega glagola αλεξω (alékso) v pomenu »odbijam, odvračam, branim. Alex pa je lahko tudi skrajšana oblika iz latinskega imena Alexsander, to pa iz grškega Αλεξανδρoς (Aléksamdros).« 

## Različice imena
- moške različice imena: Aleks, Aleksander, Aleksej, Alekš, Alešo, Alex, Alež
- ženska različica imena: Aleša

## Pogostost imena
Po podatkih Statističnega urada Republike Slovenije je bilo na dan 31. decembra 2007 v Sloveniji število moških oseb z imenom Aleš: 10.740. Med vsemi moškimi imeni pa je ime Aleš po pogostosti uporabe uvrščeno na 16. mesto.

## Osebni praznik
V koledarju je ime Aleš zapisano pri imenu Aleksij, ki goduje 12. februarja (Aleksij, eden od sedmih ustanoviteljev servitov, † 12. feb. 1310) in 17. julija (Aleksij, spokornik, † 17. jul. okoli leta 412).

## Priimki nastali iz imena
Iz imena Aleš so nastali naslednji priimki: Aleš, Alež, Aleško, Alešnik, Aleševec, Alešovec, Lekše, Leš, Lešek, Leško, Oleško in drugi.